# تات-کوداش
تات-کوداش (انگلیسی: Tat-Kudash) یک شهرک در شهرستان کاراایدلسکی استان باشقیرستان کشور روسیه است.